# 吕大云
吕大云（？—？），正红旗汉军人，是一名清朝政治人物。生员出身。
吕大云曾于雍正十一年(1733年)接替姜朝俊任建宁府知府一职，雍正十一年(1733年)由姜朝俊接任。